# Pharangispa alpiniae
Pharangispa alpiniae is een keversoort uit de familie bladkevers (Chrysomelidae). De wetenschappelijke naam van de soort werd in 1990 gepubliceerd door Samuelson.